# Освин
Освин (др.-англ. Oswin; убит 20 августа 651) — король Дейры в 644—651 годах. Святой, почитаемый Римско-католической церковью (день памяти — 20 августа).

## Биография
Освин, сын погибшего в 634 году в войне с Кадваллоном ап Кадваном короля Дейры Осрика, был избран королём Дейры в 644 году. Он был кроток и миролюбив, и более набожен, чем храбр. По утверждению Беды Достопочтенного, король Освин был высок и красив, приятен в обхождении и щедр ко всем, знатным и простым. Все любили его за королевское достоинство, которое проявлялось и в обличье его, и в речах, и в делах, и знатные люди почти из всех провинций приходили, чтобы служить ему. Среди всех добродетелей, которыми, если можно так сказать, он был одарен в особой степени, особенно выделялось смирение.
Когда король Берниции Освиу задумал отнять у него его королевство, Освин вступил с ним в войну только по крайней необходимости. Однако он так и не смог смириться с этим, думая, что пролитие крови за собственную ссору, есть великое зло. В таком расположении духа, он украдкой скрылся из своей армии и с одним лишь верным воином приехал в дом к графу Хунвольду, которого считал своим другом, с тем намерением, чтобы потом удалиться в монастырь. Однако этот коварный друг выдал его Освиу, который велел префекту по имени Эдильвин убить Освина, чтобы завладеть его королевством. Освин был убит 20 августа 651 года в месте под названием Ингетлинг (ныне Гиллинг Ист в графстве Йоркшир).
Впоследствии терзаемый угрызениями совести Освиу повелел заложить монастырь на том самом месте, где был убит Освин. Возможно, именно благодаря рассказу Беды Достопочтенного о добродетели короля, Освин был канонизирован в VIII веке: в Тайнмуте, где он был похоронен, выстроили церковь, в которой, по преданию, происходили чудеса исцеления.
Преемником правившего семь лет Освина в Дейре стал сын короля Нортумбрии Освальда Этельвальд.